# توتوو
توتوو (به آلمانی: Tutow) یک شهر در آلمان است که در فرپومرن-گرایفسوالد واقع شده‌است. توتوو ۱٬۳۷۲ نفر جمعیت دارد.